# Älgölen, Småland
Älgölen är en sjö i Vimmerby kommun i Småland och ingår i Marströmmens huvudavrinningsområde.